# Oued Taga
Oued Taga là một thị trấn thuộc tỉnh Batna, Algérie. Dân số thời điểm năm 2002 là 16.154 người.